# Apostolska nunciatura v Romuniji
Apostolska nunciatura v Romuniji je diplomatsko prestavništvo (veleposlaništvo) Svetega sedeža v Romuniji, ki ima sedež v Bukarešti.
Trenutni apostolski nuncij je Miguel Maury Buendía.

## Seznam apostolskih nuncijev
- Francesco Marmaggi (1. september 1920 - 30. maj 1923)
- Angelo Maria Dolci (30. maj 1923 - 13. marec 1933)
- Valerio Valeri (1. julij 1933 - 11. julij 1936)
- Andrea Cassulo (14. junij 1936 - 3. junij 1947)
- John Bukovsky (18. avgust 1990 - 20. december 1994)
- Janusz Bolonek (23. januar 1995 - 30. september 1998)
- Jean-Claude Périsset (12. november 1998 - 15. oktober 2007)
- Francisco-Javier Lozano (10. december 2007 - 22. julij 2015)
- Miguel Maury Buendía (5. december 2015 - danes)